# هرمان باور
هرمان باور (بالألمانية: Hermann Bauer)‏ هو كاتب غير روائي ومؤرخ عسكري ألماني، ولد في 22 يوليو 1875 في كونيغسبرغ في الإمبراطورية الروسية، وتوفي في 11 فبراير 1958 في إسن في ألمانيا.